# Musée d'Art de Ponce

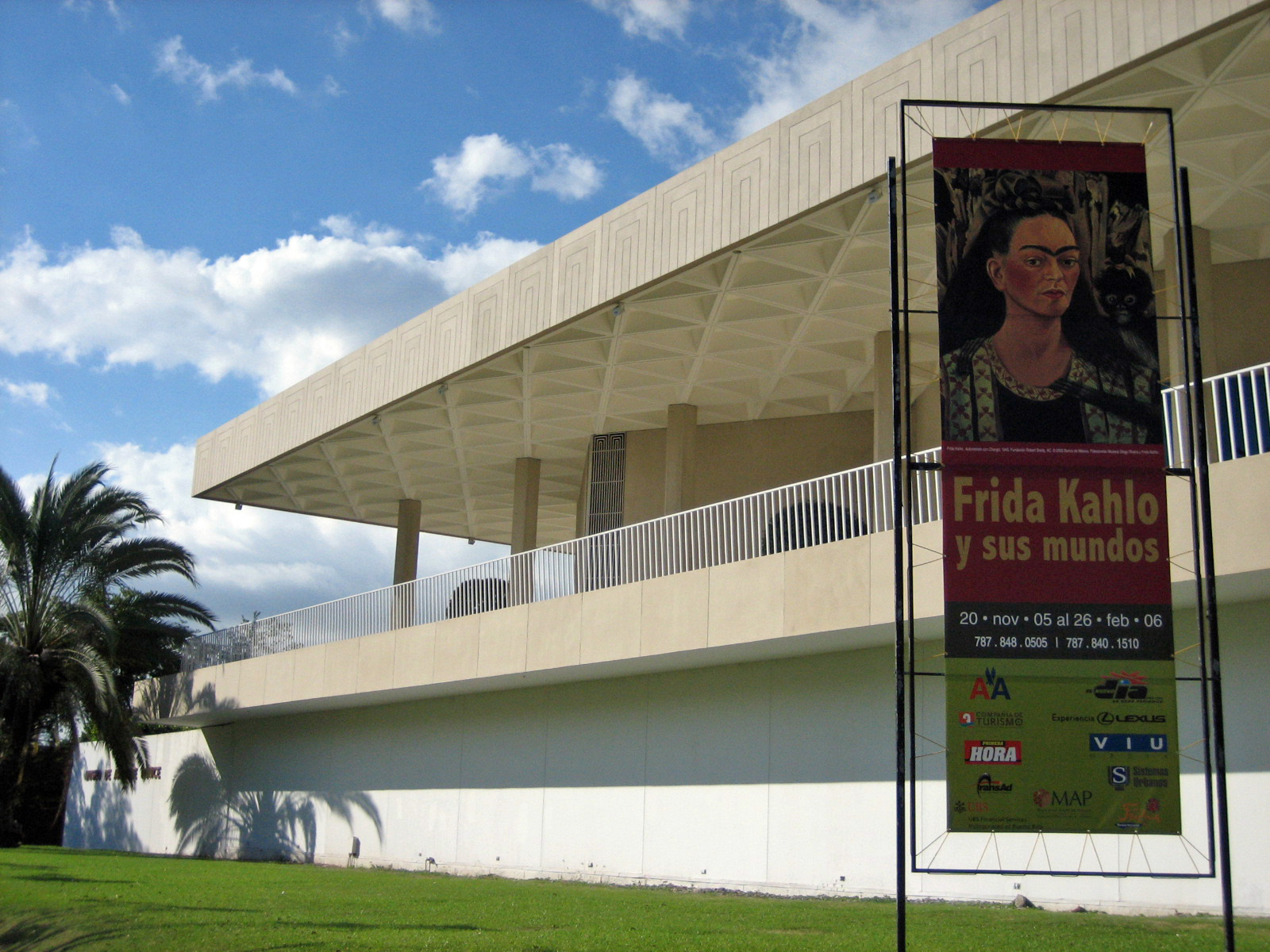
Extérieur du musée.

Le Museo de Arte de Ponce (qu'on peut franciser en musée d'Art de Ponce) est un musée d'art de la ville de Ponce à Porto Rico. C'est l'un des principaux musées des Antilles. Il a été fondé par l'ex-gouverneur de Porto Rico le 28 décembre 1965. Le musée expose 3000 pièces sur 14 galeries. Les œuvres les plus importantes sont des tableaux espagnols et français.

## Histoire
En 1956, Luis Ferré voyagea en Europe, visita des musées et des expositions et décida d'acquérir certaines pièces de différentes périodes. Il se rendit par la suite à New York où il acheta 71 œuvres dans une vente aux enchères, certaines de ces pièces sont toujours exposées. En 1959, il ouvrit un musée dans la rue Cristina de la ville de Ponce.
Pendant les premières années des années 1960, il acheta un terrain sur l'avenue des Amériques de la ville, face à l'université catholique de Porto Rico. Le 23 avril 1964, fut posée la première pierre de l'édifice qui fut financé par des dons, notamment de Ferré et de sa famille. Le musée ouvrit le 28 décembre 1965.

## Collections

Judith avec la tête d'Holopherne, par Lucas Cranach l'Ancien, 1527-1537.
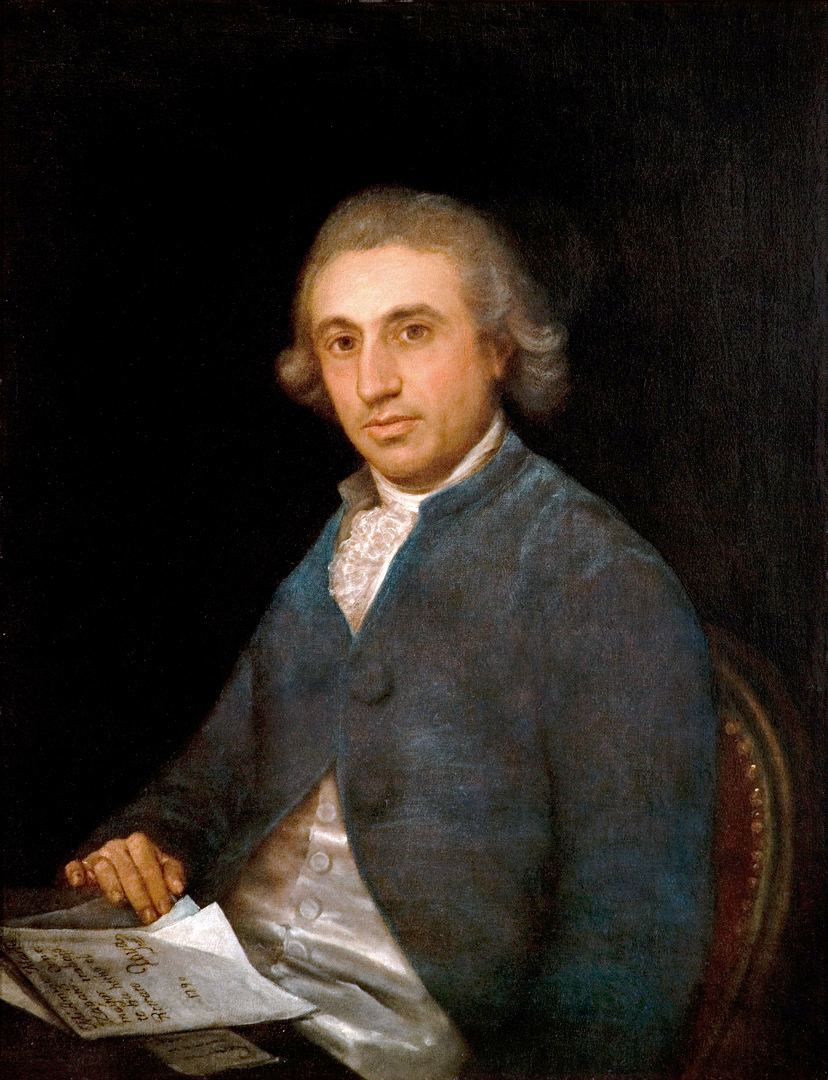
Portrait de Martín Zapater, par Francisco de Goya, 1790.
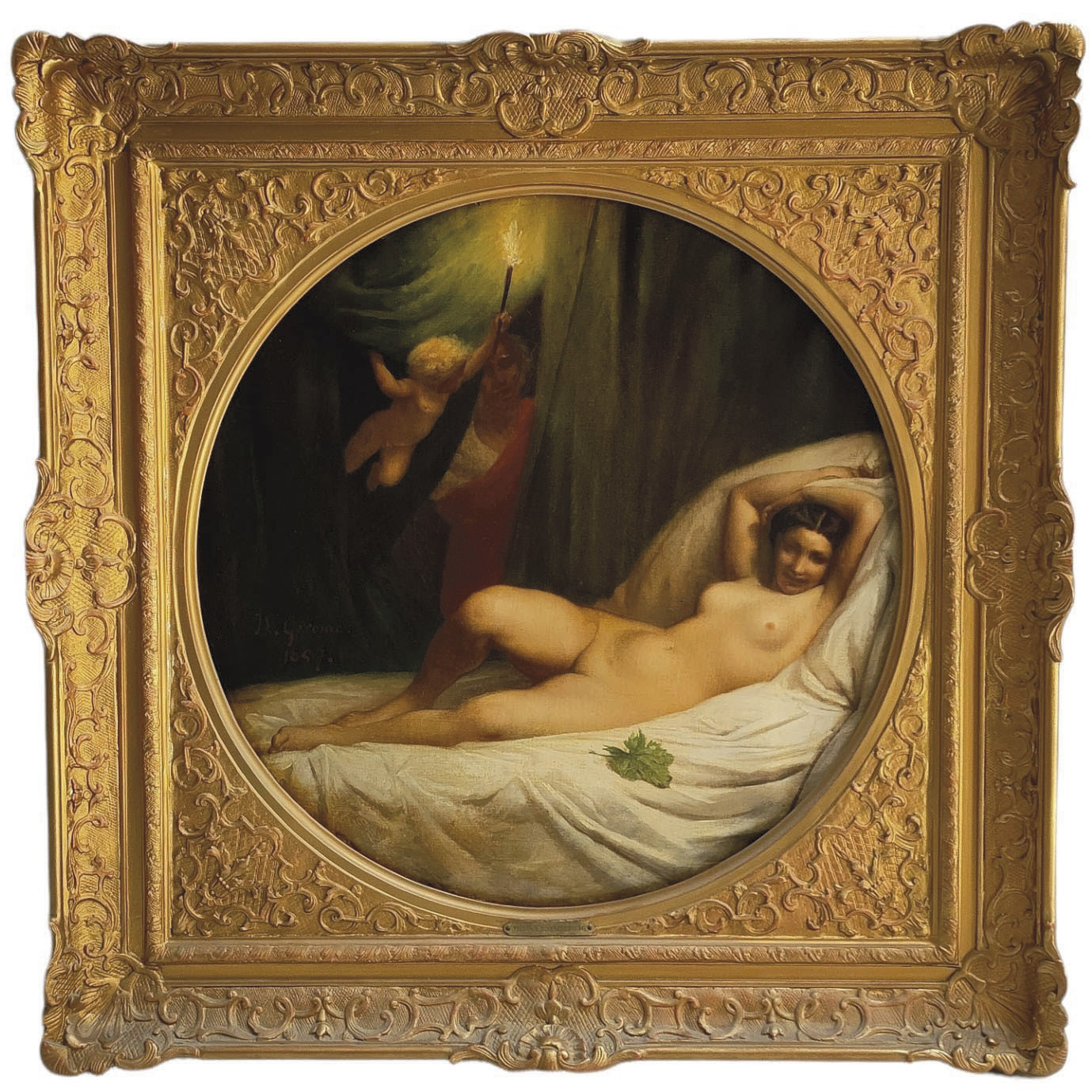
L'Épouse du roi Candaule, par Jean-Léon Gérôme, 1857.
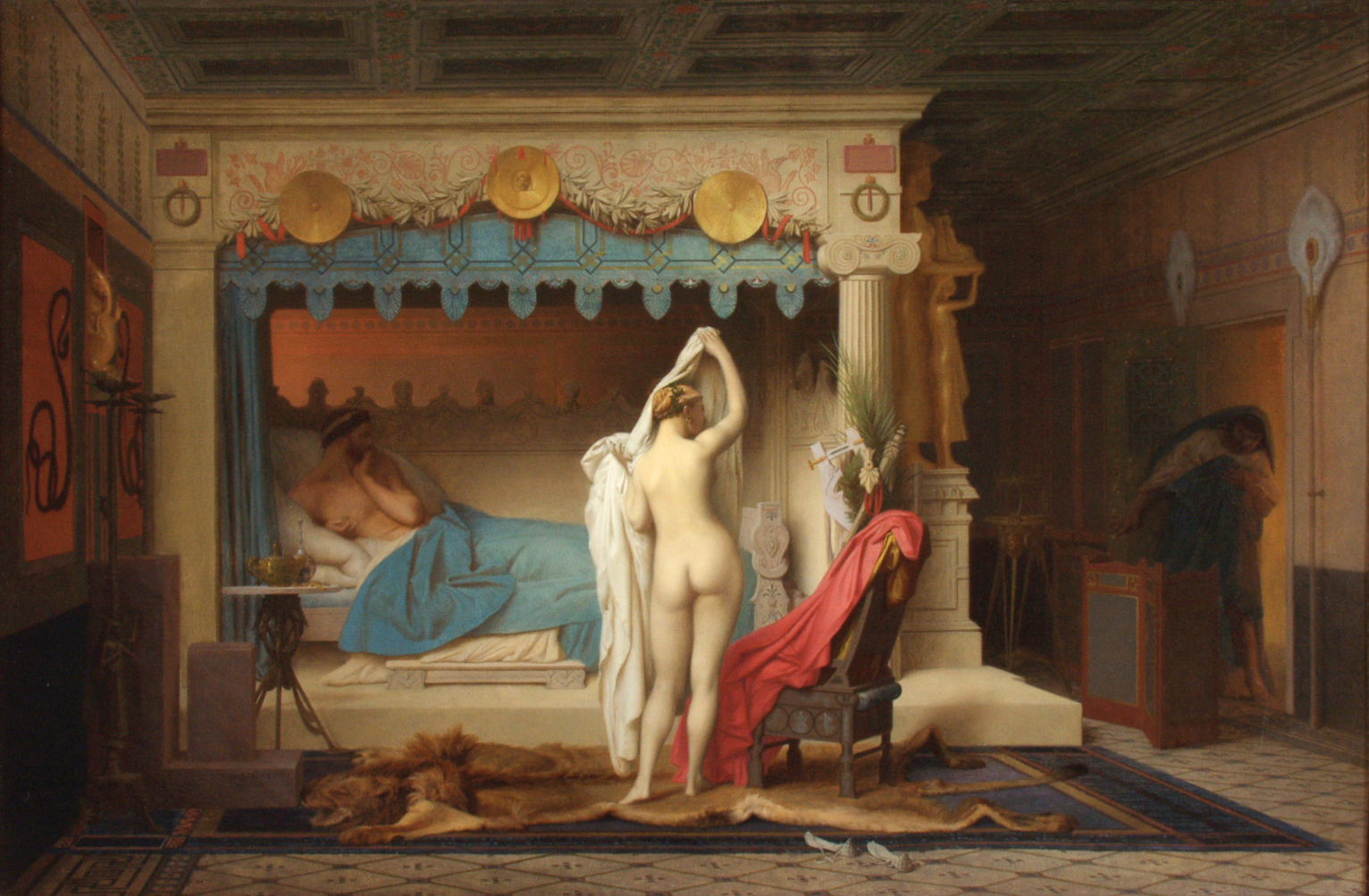
Le Roi Candaule, par Jean-Léon Gérôme, 1859.
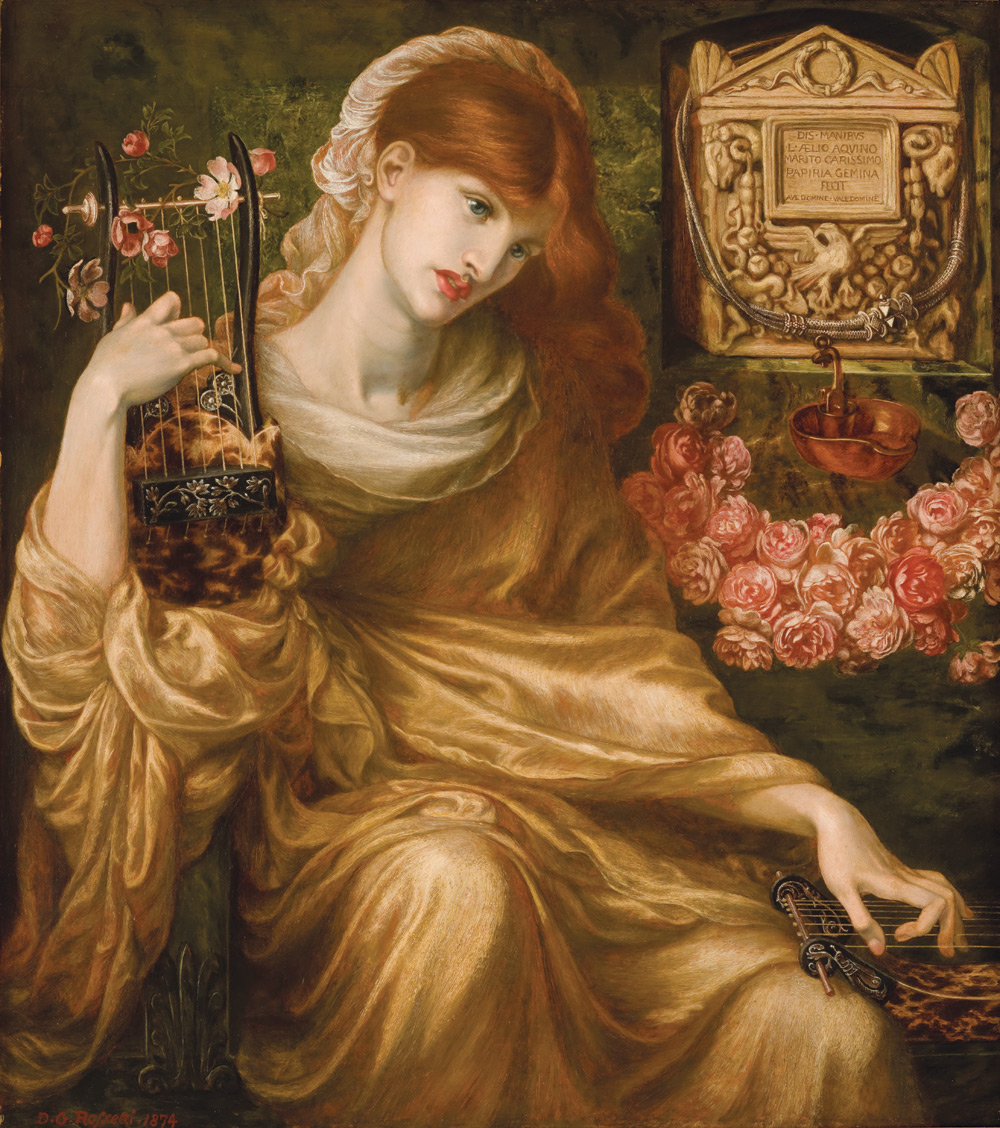
Veuve romaine, par Dante Gabriel Rossetti, 1874.
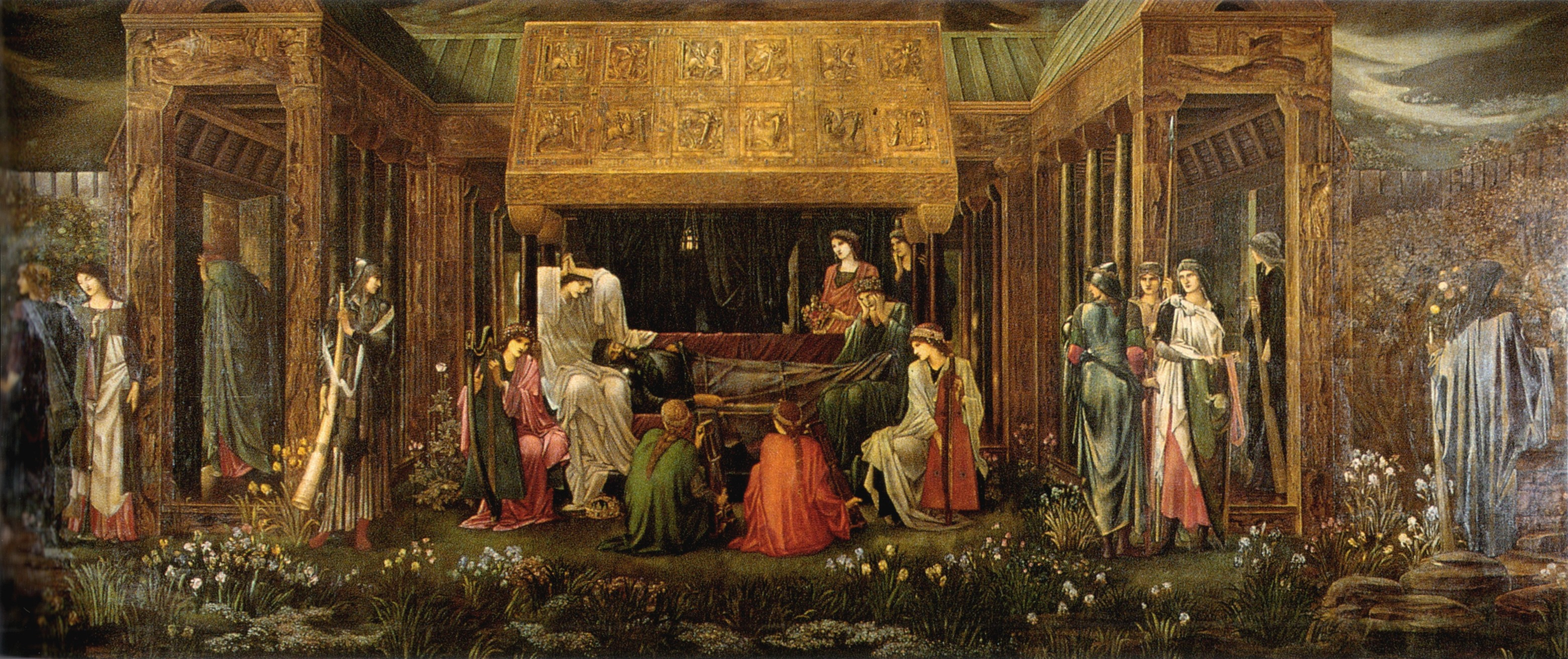
Le Sommeil d'Arthur à Avalon, par Edward Burne-Jones, 1881-1898.
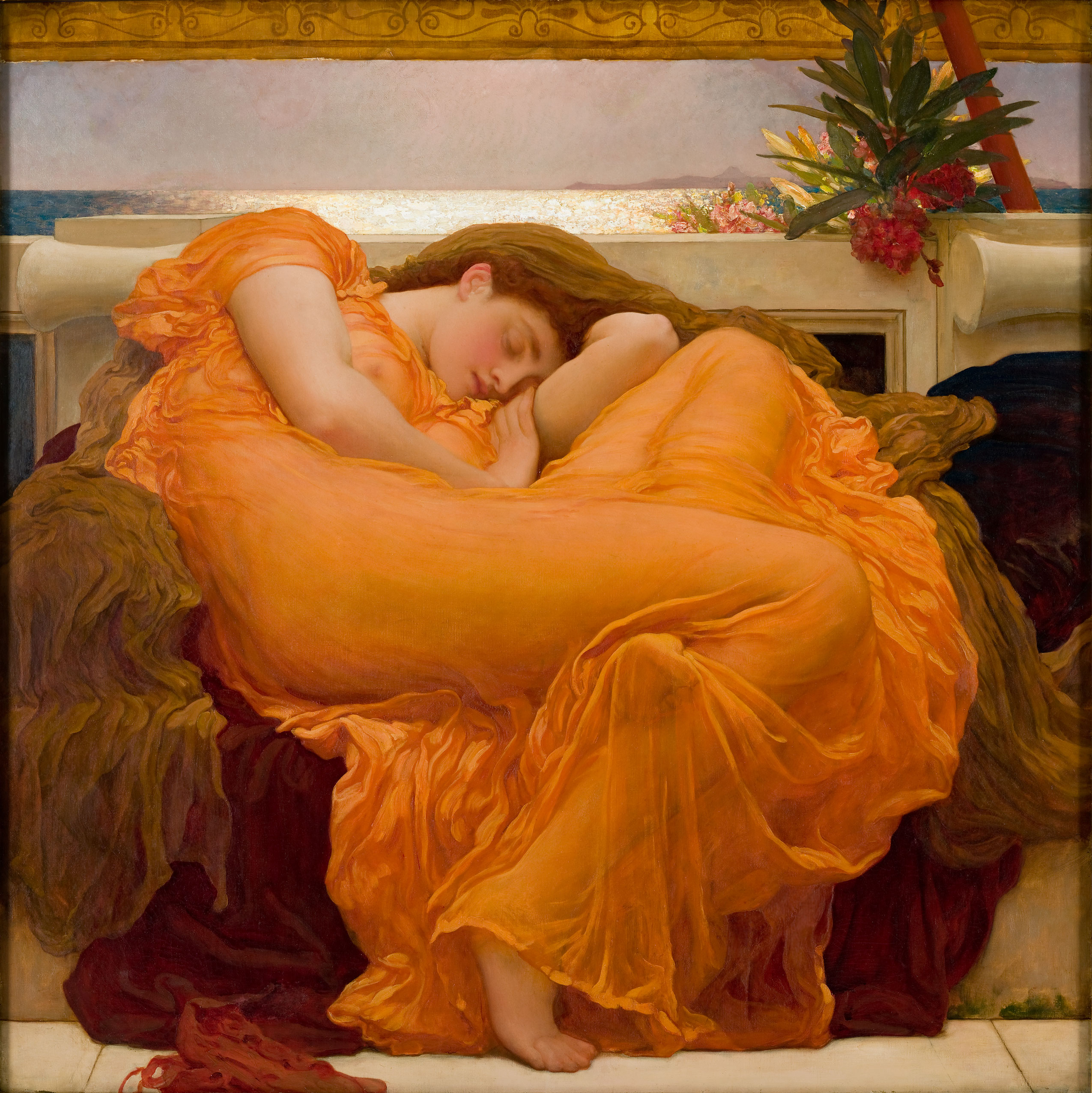
June flamboyante, par Frederic Leighton, 1895.